# Boarding house reach
Boarding house reach es el tercer álbum de estudio solista del músico estadounidense Jack White, publicado en 2018. Se lanzó el 23 de marzo de aquel año, a través de las discográficas Third Man, Columbia y XL y tras casi cuatro años de su álbum solista anterior.
Luego de grabar de manera independiente en Nashville, White continuó grabando el álbum durante 2017 en Nueva York y Los Ángeles. «Connected by love» junto a «Respect commander» fueron publicados como primer sencillo el 10 de enero de 2018, mientras que «Over and over and over» se convirtió en el segundo el 1 de marzo. «Corporation» y «Ice Station Zebra» también fueron difundidos como sencillos promocionales el 26 de enero y el 1 de marzo, respectivamente.
Boarding house reach recibió críticas generalmente positivas, las que destacaron a su producción y estilo poco ortodoxos como un cambio respecto de los álbumes y proyectos anteriores de White. Mientras los críticos principalmente alabaron al álbum por su ambición, experimentalismo y aproximación artística, ha sido cuestionado por ser en general disperso, inconsistente y producido de manera pobre.
El álbum tuvo buenos resultados comercialmente, llegando al tope de la Billboard 200 tras su lanzamiento, convirtiéndose en el tercer álbum de White en llegar al número 1 de esa lista musical. Además, el álbum llegó al número 1 en Canadá, y al número 5 en Escocia, Suiza y el Reino Unido.

## Lista de canciones
| N.º   | Título                           | Letras         | Música         | Duración |  |
| 1.    | «Connected by love»              | Jack White     | Jack White     | 4:37     |  |
| 2.    | «Why walk a dog?»                | White          | White          | 2:29     |  |
| 3.    | «Corporation»                    | White          | White          | 5:39     |  |
| 4.    | «Abulia and akrasia»             | White          | White          | 1:28     |  |
| 5.    | «Hypermisophoniac»               | White          | White          | 3:34     |  |
| 6.    | «Ice station zebra»              | White          | White          | 3:59     |  |
| 7.    | «Over and over and over»         | White          | White          | 3:36     |  |
| 8.    | «Everything you've ever learned» | White          | White          | 2:13     |  |
| 9.    | «Respect commander»              | White          | White          | 4:33     |  |
| 10.   | «Ezmerelda steals the show»      | White          | White          | 1:42     |  |
| 11.   | «Get in the mind shaft»          | White          | White          | 4:13     |  |
| 12.   | «What's done is done»            | White          | White          | 2:54     |  |
| 13.   | «Humoresque»                     | Howard Johnson | Antonín Dvořák | 3:10     |  |
| 44:07 |                                  |                |                |          |  |